# Centrale idroelettrica di Stazzona
La centrale idroelettrica di Stazzona è una centrale in caverna, nel comune di Villa di Tirano, in provincia di Sondrio (Lombardia).

## Caratteristiche
La centrale, nel punto più basso del sistema idroelettrico A2A della Valtellina, sfrutta le acque raccolte da uno sbarramento sull'Adda (Traversa di Sernio) e le acque scaricate dalla centrale di Lovero. Le acque sono convogliate da un canale derivatore a pelo libero sotterraneo di 8,5 km sino alle vasche di carico e alla condotta forzata.
Complessivamente è interessato un bacino imbrifero della superficie di 990 km2.